# Tombe des Taureaux
La tombe des Taureaux (italien : Tomba dei Tori) est une des tombes étrusques peintes, datée de 540-530 av. J.-C., de la  nécropole de Monterozzi, proche de la ville de Tarquinia.

## Histoire
La tombe a été découverte en 1892. L'inscription présente sur le décor peint donne le nom du propriétaire de la tombe. Celui-ci appartient à la famille Spurina, une grande lignée aristocratique de Tarquinia connue dès l’Époque archaïque et jusqu'à l’Époque romaine.

## Description

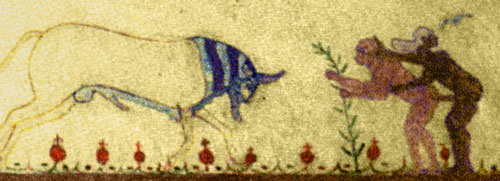
Fresque du Taureau face à une scène érotique.

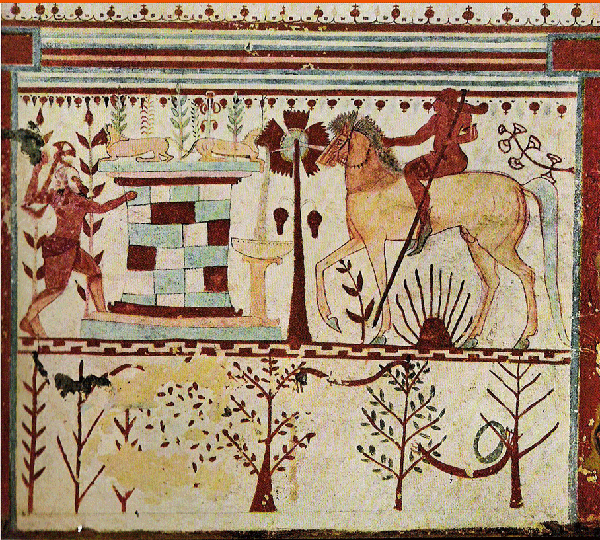
Fresque du Guet-apens de Troïlos par Achille.

La tombe contient deux chambres funéraires articulées autour d'un vestibule à columen (chambre centrale : 4,31 m × 4,52 × 2,52 (h) ; chambre postérieure de droite : 3,26 m × 2,52 × 2,00 (h) ; chambre postérieure de gauche : 3,47 m × 2,52 × 2,10 (h)).
Un jeu structurel se fait entre la structure même de la tombe et le décor peint. On retrouve une poutre et son support, avec des figures de part et d'autre, et des bandes de couleurs. Sont représentés deux taureaux (qui portent des masques a figure humaine) qui observent ou chargent des scènes érotiques, une représentation du guet-apens de Troïlos par Achille,  une chimère et un grand hippocampe chevauché par un personnage masculin se dirigeant vers un rocher dans un univers marin. Une inscription étrusque est par ailleurs peinte sur la paroi, commençant par les mots "ARATh SPURIANA" (il s'agirait du nom de l'un des défunts).
Les peintures sont sans doute l'œuvre d'un peintre étrusque, car elles comportent une thématique grecque voire orientalisante mais aussi un style local.

### Représentation de la scène marine
L'homme chevauchant un hippocampe est suivi d'un loup de mer et d'un oiseau. Il s'agit peut-être de l'évocation métaphorique du voyage funéraire vers les Îles des Bienheureux.

### Représentation du guet-apens de Troïlos par Achille
La scène représentée fait référence à l'histoire du héros grec Achille dans le contexte de la Guerre de Troie guettant Troïlus, fils de Priam. Cette scène est souvent représentée sur les vases grecs et peut avoir influencé le réalisateur de la fresque. Achille se cache derrière une fontaine et tend une embuscade au jeune Troïlus arrivant à cheval. Le décor fait une grande place à la nature : au centre, se dresse un palmier stylisé, des campanules sont disséminées dans la totalité de l'image et des fleurs de Grenade composent la bordure supérieure. On a une sorte de dimension rituelle dans le sacrifice de ce jeune homme, et la lecture du mythe a donc une inflexion très forte sur le funéraire et la dimension sacrificielle.
Le Tombe des Taureaux est la seule tombe archaïque qui possède une scène mythologique grecque certaine dans le cadre de la peinture à Tarquinia.

### Représentation érotique ou métaphorique
Sur le tympan supérieur du mur sont peints deux « groupes érotiques »  associés au « mythe du taureau ». Ce sont sans doute des scènes symboliques liées à la fertilité. Elles montrent un homme et une femme accomplissant l'acte sexuel et un deuxième homme à genoux participant aux ébats, sur la porte de gauche.
La carnation des hommes est de couleur vive brun foncé, celle de la femme est blanche faisant appel à l'art égyptien. Les femmes des Étrusques sont substantiellement émancipées par rapport à celles des Grecs ou des Romains. Elles sont autorisées à regarder les compétitions des hommes, ce qui était interdit en Grèce et puni par la peine de mort. Dans les cimetières, les femmes étaient souvent indiquées comme des « maîtresses ».
La scène sur la porte de droite est communément estimée comme homosexuelle, la personne passive n'est ni homme, ni femme. À gauche, un taureau possède un visage humain, une forme de Dionysos, Achéloos l'opposant extatique du classique Apollon.
Ces représentations liées au monde funéraire illustrent une sorte d'ivresse, de vitalité, comme des états seconds.